# ۱۰۵۵ (میلادی)
۱۰۵۵ (میلادی) هزار و پنجاه و پنجمین سال تقویم میلادی است.

## زادگان
- ۱۶ اوت - ملکشاه یکم[۱]، دومین پادشاه امپراتوری سلجوقی.

## درگذشتگان
- ۱۱ ژانویه - کنستانتین نهم، امپراتور بیزانس